# Конни Дакс
Конни Дакс (нем. Conny Dachs; настоящее имя — Михаэль Конрад (нем. Michael G. Konrad), род. 13 декабря 1963 в Георгсмариенхютте, Германия) — немецкий порноактёр. Первая часть псевдонима Conny образована от его фамилии Conrad, а вторая часть Dachs возникла, когда они разговаривали с порнорежиссёром Гарри С. Морганом о немецких акциях (DAX — важнейший фондовый индекс Германии). Изначально он планировал назвать себя Conny Dax, но пресса переименовала его псевдоним в Conny Dachs (dachs в переводе с немецкого означает барсук).

## Биография
До своей карьеры в порно работал в сфере анимации туристической компании Robinson Club в качестве актёра и конферансье. Так в 1995 году, работая аниматором в туристическом клубе на острове Фуэртевентура, он попал в сферу порноиндустрии.
Дакс известен по совместной работе со знаменитой немецкой  порноактрисой Джиной Уайлд. Также он снялся в нескольких фильмах порнорежиссёра Гарри С. Моргана.

## Награды
- Venus Award — лучший немецкий порноактёр (1998, 2003)
- Venus Award — лучшее эротическое ТВ-шоу Lust Pur Mit Conny Dax (2004)
- Eroticline Awards — лучший немецкий порноактёр (2006)
- Eroticline Awards —  лучший секс-телеведущий, разделил награду с Яной Бах[англ.] (2007)